# Oktol
Oktol – materiał wybuchowy, mieszanina 70-75% oktogenu i 25-30% trotylu.
Ze względu na dużą prędkość detonacji wykorzystywany jest głównie do budowy głowic pocisków kumulacyjnych.